# HMAS Air Cloud
HMAS „Air Cloud” – pomocniczy okręt ratowniczy Royal Australian Navy z okresu II wojny światowej. W 1949 został przekazany do Royal Australian Air Force (RAAF).

## Historia
HMAS „Air Cloud” został zbudowany w stoczni Harbor Boat Building Company w Terminal Beach w Kalifornii w 1944 z numerem kadłuba C26671. Należał do łodzi ratunkowych typu Miami model 314 w RAN klasyfikowanych jako „63-foot air-sea rescue vessel” (dosł. 63-stopowa jednostka ratownicza). Do Australii przybył na pokładzie SS „Mirrabooka”. Do służby wszedł 20 października 1944. W służbie RAN okręt stacjonował w Darwin i 58 Operational Base Unit (West Bay).
„Air Cloud” był pierwszym okrętem typu Miami, który stacjonował w West Bay. Zastąpił tam HMAS „Coongoola”, który powrócił do Darwin. W późniejszym czasie „Air Cloud” uszkodził śruby na rafie koralowej i został zmuszony do powrotu do Darwin w celu przeprowadzenia naprawy, w West Bay został zastąpiony najprawdopodobniej przez HMAS „Air Foam”.
Został wycofany ze służby 20 lutego 1947. W 1949 został przekazany do służby w RAAF, gdzie otrzymał oznaczenie „02-110”.